# Nordbrasilianska strömmen
Nordbrasilianska strömmen är en varm, ytlig havsström som går mot nordväst längs Brasiliens nordöstra kust. Strömmen ingår i den subtropiska oceanvirvel som ligger i södra delen av Atlanten, och är ett exempel på en västintensifierad randström. Den transporterar varmt vatten från södra Atlanten över ekvatorn till Norra halvklotet, och får tillförsel av Södra ekvatorialströmmen.
Södra ekvatorialströmmen träffar den brasilianska kontinentalsockeln vid omkring 2°S och 12°S, och Nordbrasilianska strömmen uppstår där den norra delen av ekvatorialströmmen sammangår med den Nordbrasilianska underströmmen vid omkring 10°S. På våren matar Nordbrasilianska strömmen tillsammans med Norra ekvatorialströmmen Guyanaströmmen, som senare fortsätter in i Karibiska havet. Under resten av året viker strömmen av från kusten vid omkring 6-7°N och vänder tillbaka mot sig själv ("retroflektion"), varpå den vänder österut i Norra ekvatoriella motströmmen. Det händer att strömmen vänder tillbaka så skarpt att den bildar stora fristående anticyklonala ringar som sedan rör sig mot Karibiska havet i nordväst.
Nordbrasilianska strömmen ingår också som en del i det globala termohalina transportbandet. Strömmen transporterar vatten norrut över ekvatorn, och deltar därmed i att balansera Nordatlantens utflöde om 15 miljoner m3 djupvatten per sekund. Sydatlantens tillflöde består av medeldjupa strömmar genom Drakes sund från Stilla havet, varmare vatten som flödar västerut kring Sydafrika från Indiska oceanen, samt bottenströmmar från Antarktis.